# Dicrodiplosis cylindriformis
Dicrodiplosis cylindriformis är en tvåvingeart som beskrevs av Kashyap 1988. Dicrodiplosis cylindriformis ingår i släktet Dicrodiplosis och familjen gallmyggor. Inga underarter finns listade i Catalogue of Life.